# مادر لمینکینن
مادر لِمینکَیْنِن (فنلاندی: Lemminkäisen äiti) از نقاشی‌های ملی‌گرایانهٔ رمانتیک اثر هنرمند فنلاندی آکسلی گالن-کاللا است که سال ۱۸۹۷ کشیده شد. نقاشی صحنه‌ای از حماسه کالوالا را به تصویر می‌کشد که در آن مادرِ لمینکاینن، اجزای پیکر بی‌جان فرزندش -از قهرمانان کالوالا- را از رودِ تونلا گرفته، به‌هم بند زده و سوگوارانه در انتظار رسیدنِ زنبور، پیغامبرِ اوکو (خداوند) نشسته است، تا عسلِ خدایان را برای زنده‌کردن پسرش بیاورد.